# Serviciul pentru Intervenții și Acțiuni Speciale
Serviciul pentru Intervenții și Acțiuni Speciale (abreviat: SIAS) este unitatea centrală a Poliției Române care gestionează activitatea cunoscută sub conceptul  de intervenții și acțiuni speciale, activitate complexă prin natura amenințărilor la care este expusă.

## Istoric
La data de 15 iunie 1995, Ministerul de Interne a luat decizia înființării Serviciului pentru Intervenții și Acțiuni Speciale, format din 63 de polițiști, „pentru a contracara actele de violență ce aveau, de multe ori, urmări tragice”.
Și-a desfășurat activitatea în această formulă până în anul 2000, când a preluat și structura pirotehnică.
În anul 2008, ca urmare a afilierii la Grupul ATLAS, SIAS beneficiază de "o suplimentare substanțială a efectivului".
În 2014, Serviciul pentru Intervenții și Acțiuni Speciale devine o structură de intervenții cu trei linii de activitate:
- intervenție la luări de ostatici și la infractori înarmați cu arme de foc;
- intervenții pirotehnice;
- CBRNE — arme chimice, biologice, radiologice, nucleare și explozivi cu randament înalt.